# Autoretrat (Lampi)
L'autoretrat és una pintura de l'artista finlandès Vilho Lampi (1898-1936) de 1933.
El quadre mesura 47 × 36,5 centímetres. Es troba a l'Ateneum de Hèlsinki des de 1934.
Vilho Lampi va crear diversos autoretrats. En aquesta imatge l'artista està assegut a una taula i fumant una cigarreta.

## Altres autoretrats de Vilho Lampi

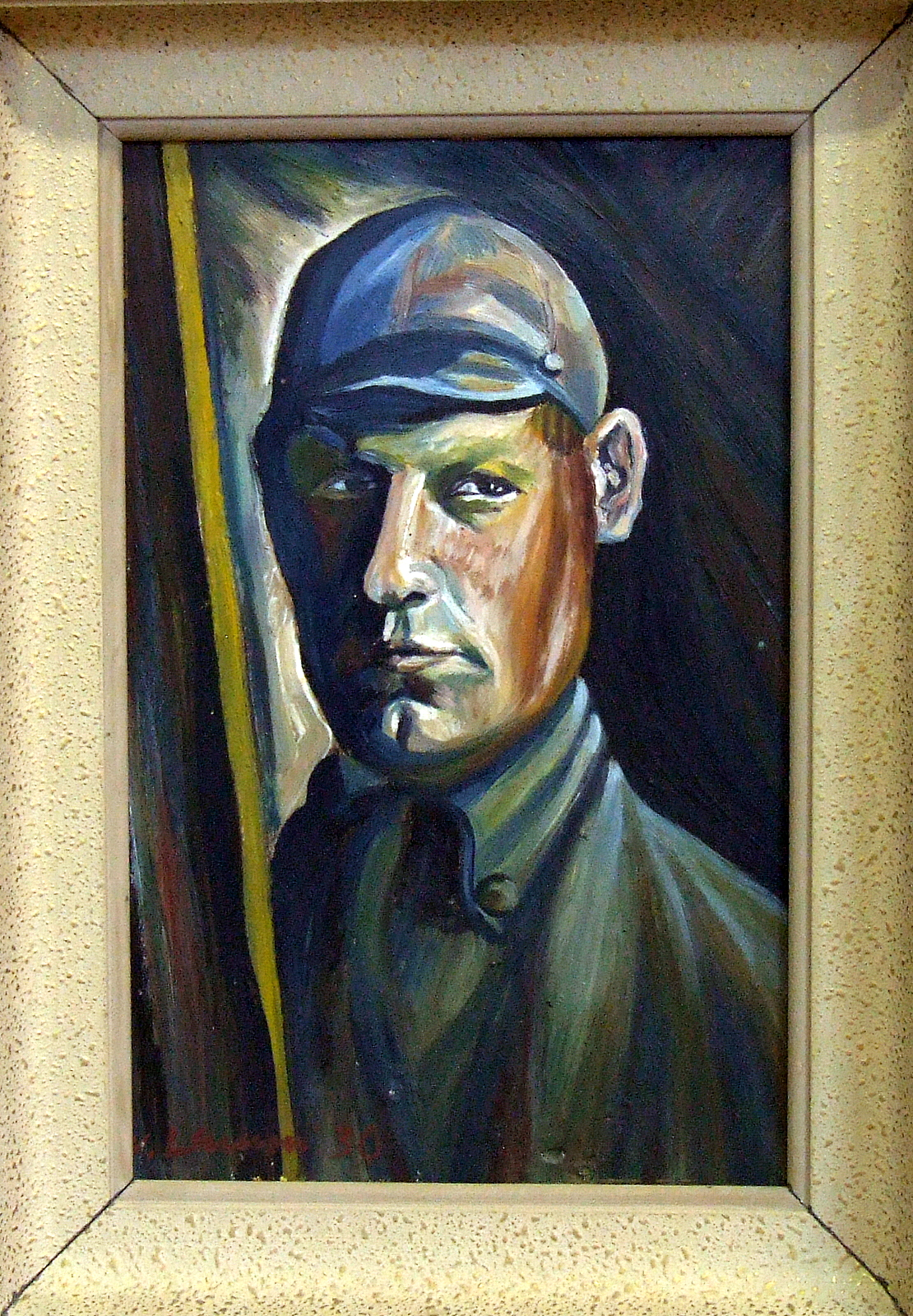
Självporträtt, 1931